# Alfred Barneck
Alfred Barneck, bis 1923 Alfred Baruch, (* 11. September 1885 in Berlin; † 1964) war ein deutscher Mathematiker.

## Leben
Barneck studierte 1904 bis 1908 an der Friedrich-Wilhelms-Universität Berlin und der TH Berlin-Charlottenburg Mathematik und Physik und war dann im Vorbereitungsdienst für das Lehramt an höheren Schulen. In dieser Zeit wurde er 1910 bei Georg Cantor in Halle promoviert (Über die Differentialrelationen zwischen den Thetafunktionen eines Arguments). 1919 habilitierte er sich an der TH Charlottenburg. Mit der Machtübernahme der Nationalsozialisten verlor er 1934 als Jude seine Lehrbefugnis. Er war Privatdozent für Darstellende Geometrie und Mitarbeiter am Repetitorium der Höheren Analysis (Band 1, 1927), in der er das Kapitel Elliptische Funktionen und Integrale von Eugen Jahnke überarbeitete und ergänzte. Hauptberuflich war er ab 1911 Studienrat an einem Gymnasium in Berlin. 1938 wurde er gezwungen, aus der Berliner Mathematischen Gesellschaft auszutreten. 1945 bis 1951 war er Oberstudiendirektor in Berlin.

## Schriften
- Die Grundlagen unserer Zeitrechnung, Teubner 1932